# Susan M. Gasser
Susan Margaret Gasser (* 29. März 1955 in Oregon) ist eine schweizerische Molekularbiologin.

## Leben
Susan Gasser studierte Biophysik an der University of Chicago mit dem Bachelor-Abschluss 1979 und promovierte 1982 bei Gottfried Schatz in Biochemie an der Universität Basel (Biozentrum Basel). Sie war als Post-Doktorandin an der Universität Genf und 1986 bis 2001 Gruppenleiterin (erst Junior-, ab 1991 Senior-Gruppenleiterin) am Schweizerischen Institut für Experimentelle Krebsforschung (ISREC) in Epalinges. Ab 2001 war sie ordentliche Professorin für Molekularbiologie an der Universität Genf. 2004 bis 2019 war sie Direktorin des Friedrich-Miescher-Instituts in Basel. Dort leitet sie eine Forschungsgruppe. Seit 2005 ist sie Professorin an der Universität Basel.
Sie ist mit James Gasser verheiratet.

## Werk
Susan Gasser befasst sich mit Zelldifferenzierung, das heißt, wie aus Stammzellen unterschiedliche Zelltypen wie Herz- und Nervenzellen werden. Dazu untersucht sie die Bewegung von Chromosomen und anderen Zellkernbestandteilen, die mit Fluoreszenzfarbstoffen markiert sind. Als Modellorganismen dienen ihr die Hefe S. cerevisiae und der Wurm C. elegans. Besonders interessiert sie die Epigenetik, das heißt die Rolle von Umwelteinflüssen (Nährstoffe, Temperatur, Stress u. a.) auf die Genregulation, von ihr als „Gedächtnis der Zellen“ bezeichnet. Sie befasst sich mit Chromatinkomplexen, ihrer Dynamik und ihrer Rolle in DNA-Reparatur und DNA-Replikation und der Rolle spezieller Chromatinabschnitte, die deren Organisation in der Zelle beeinflussen und steuern (transiente langreichweitige Wechselwirkungen (TAD), stabile Kondensate von Heterochromatin (LAD)). Unter anderem zeigte sie, dass aktive und inaktive Gene in den Chromatinkomplexen durch Proteine getrennt sind.

## Ehrungen und Mitgliedschaften
1991 erhielt sie den Schweizer Nationalen Latsis-Preis. 1993 wurde sie Mitglied der European Molecular Biology Organization (EMBO) und 1998 Mitglied der Academia Europaea. 2006 erhielt sie die Gregor-Mendel-Medaille der tschechischen Akademie der Wissenschaften und den Otto-Naegeli-Preis. 2007 wurde sie in der Sektion Humangenetik und Molekulare Medizin unter der Matrikel-Nr. 7173 Mitglied der Leopoldina und 2005 auswärtiges Mitglied der Académie des Sciences. 2012 erhielt sie den Women in Science Award der European Molecular Biology Organization und der Federation of European Biochemical Societies (FEBS) und 2013 den Weizmann Women in Science Award. 2011 erhielt sie den Prix International de l’INSERM und 2009 den Nucleic Acid Award der Royal Society of Chemistry. Seit 2009 ist sie Mitglied der American Association for the Advancement of Science und seit 2006 der Schweizer Akademie für medizinische Wissenschaften.
2014 wurde sie Ehrendoktorin der Universität Lausanne, 2016 der Karls-Universität Prag und 2022 der Universität Genf. Ebenfalls 2022 wurde Gasser in die National Academy of Sciences gewählt.
2018 wurde sie Mitglied des ETH-Rats. Außerdem ist sie im Rat des Max-Planck-Instituts für biophysikalische Chemie in Göttingen, des Francis Crick Institute in London und des EMBL in Heidelberg. Sie steht der Gleichstellungskommission beim Schweizerischen Nationalfonds (SNF) vor. Seit 2014 ist sie im Vorstand des Genom-Instituts von Novartis und seit 2008 im Nestlé Nutrition Council. Susan Gasser ist Mitglied des Schweizerischen Wissenschaftsrats.

## Schriften (Auswahl)
- mit G. Daum, G. Schatz: Import of proteins into mitochondria. Energy-dependent uptake of precursors by isolated mitochondria, Journal of Biological Chemistry, Band 257, 1982, S. 13034–13041
- mit R. Hay, P. Böhni: How mitochondria import proteins, Biochim. Biophys. Acta, Band 779, 1984, S. 65–87
- mit U. K. Laemmli: Cohabitation of scaffold binding regions with pstream/enhancer elements of three developmentally regulated genes of D. melanogaster, Cell, Band 46, 1986, S. 521–530
- mit T. Laroche, U. K. Laemmli u. a.: Metaphase chromosome structure. Involvement of topoisomerase II, J. Mol. Biol., Band 188, 1986, S. 613–629
- mit U. K. Laemmli: A glimpse at chromosomal order, Trends in Genetics, Band 3, 1987, S. 16–22
- mit F. Palladino u. a.: SIR3 and SIR4 proteins are required for the positioning and integrity of yeast telomeres, Cell, Band 75, 1993, S. 543–555
- mit A. Hecht, M. Grunstein u. a.: Histone H3 and H4 N-termini interact with SIR3 and SIR4 proteins: a molecular model for the formation of heterochromatin in yeast, Cell, Band 80, 1995, S. 583–592
- mit M. Gotta u. a.: The clustering of telomeres and colocalization with Rap1, Sir3, and Sir4 proteins in wild-type Saccharomyces cerevisiae, Journal of Cell Biology, Band 134, 1996, S., 1349–1363
- mit B. K. Kennedy, L. Guarente u. a.: Redistribution of silencing proteins from telomeres to the nucleolus is associated with extension of life span in S. cerevisiae, Cell, Band 89, 1997, S. 381–391
- mit T. Laroche u. a.: Mutation of yeast Ku genes disrupts the subnuclear organization of telomeres, Current biology, Band 8, 1998, S. 653–657
- mit S. G. Martin, T. Laroche, N. Suka, M. Grunstein: Relocalization of telomeric Ku and SIR proteins in response to DNA strand breaks in yeast, Cell, Band 97, 1999, S. 621–633
- mit P. Heun u. a.: Chromosome dynamics in the yeast interphase nucleus, Science, Band 294, 2001, S. 2181–2186
- mit J. A. Cobb u. a.: DNA polymerase stabilization at stalled replication forks requires Mec1 and the RecQ helicase Sgs1, EMBO Journal, Band 22, 2003, S. 4325–4336
- mit H. van Attikum, O. Fritsch, B. Hohn: Recruitment of the INO80 complex by H2A phosphorylation links ATP-dependent chromatin remodeling with DNA double-strand break repair, Cell, Band 119, 2004, S. 777–788
- mit D. Sage, F. R. Neumann, F. Hediger, M. Unser: Automatic tracking of individual fluorescence particles: application to the study of chromosome dynamics, IEEE transactions on Image Processing, Band 14, 2005, S. 1372–1383
- mit A. Taddei u. a.: Nuclear pore association confers optimal expression levels for an inducible yeast gene, Nature, Band 441, 2006, S. 774–778
- mit A. Akhtar: The nuclear envelope and transcriptional control, Nature Reviews Genetics, Band 8, 2007, S. 507–517
- mit S. Nagai, N. J. Krogan u. a.: Functional targeting of DNA damage to a nuclear pore-associated SUMO-dependent ubiquitin ligase, Science, Band 322, 2008, S. 597–602
- mit H. Van Attikum: Crosstalk between histone modifications during the DNA damage response, Trends in Cell Biology, Band 19, 2009, S. 207–217
- mit B. D. Towbin u. a.: Step-wise methylation of histone H3K9 positions heterochromatin at the nuclear periphery, Cell, Band 150, 2012, S. 934–947